# Paul-Werner Hozzel
Paul-Werner Hozzel (* 16. Oktober 1910 in Hamburg; † 7. Januar 1997 in Karlsruhe) war ein Stuka-Pilot der deutschen Luftwaffe im Zweiten Weltkrieg und Träger des Ritterkreuz des Eisernen Kreuzes mit Eichenlaub. 1956 bis 1969 diente Hozzel in der Bundeswehr und erreichte den Dienstgrad Brigadegeneral.

## Frühe Karriere
Hozzel, Sohn eines Schiffsmaklers, trat 1931 dem Artillerie-Regiment 2 bei und wechselte 1935 nach einer fliegerischen Ausbildung zur Luftwaffe. Am 1. Juli 1937 war er als Oberleutnant Kompaniechef in der Höheren Fliegertechnischen Schule Jüterbog und wechselte dann am 4. September zur III. Gruppe des Sturzkampfgeschwaders 162. Nachdem er am 1. September 1938 Staffelkapitän in der Schlachtfliegergruppe 20 wurde, behielt er diesen Posten auch, nachdem diese am 1. November in I. Gruppe des Sturzkampfgeschwaders 160 umbenannt wurde.

## Zweiter Weltkrieg
Ab dem 1. September 1939 nahm Hozzel zunächst mit seiner Staffel am Überfall auf Polen teil, wurde im Anschluss aber als Gruppenkommandeur zur I. Gruppe des Sturzkampfgeschwaders 1 versetzt. Die Gruppe nahm sehr erfolgreich neben dem Überfall auf Polen auch am Westfeldzug und den Kämpfen in Norwegen teil und Hozzel wurde am 8. Mai 1940 stellvertretend für die Erfolge seiner Gruppe, darunter die Versenkung vieler Kriegsschiffe und 60.000 BRT Handelsschiffstonnage in der Nordsee und die Angriffe auf die Festungen in Akerhus und Oscarsborg, mit dem Ritterkreuz des Eisernen Kreuzes ausgezeichnet. Er war somit der erste Stuka-Pilot überhaupt. Weitere Erfolge in der Schiffsbekämpfung folgten, am 3. Mai 1941 wurden die Zerstörer Bison (franz.) und Afridi versenkt, am 10. Januar 1941 wurden das britische Schlachtschiff Warspite und der britische Flugzeugträger Illustrious attackiert, wobei letzterer durch sechs schwere Treffer monatelang außer Gefecht gesetzt wurde.
Am 16. Oktober 1941 übernahm Hozzel das Kommando über das Stuka-Geschwader 2 Immelmann und wurde hier zum Oberstleutnant befördert. Mit großem Erfolg führte er das Geschwader in der Schlacht von Stalingrad, das Geschwader flog hier 12.000 Einsätze, anschließend kommandierte er den Gefechtsverband Hozzel aus Teilen der Stuka-Geschwader 1, 2 und 77 in den Gefechten um Dnepropetrowsk. Am 14. April 1943 wurde ihm für den Einsatz mit dem Stuka-Geschwader 2 das Eichenlaub zum Ritterkreuz verliehen.
Zum Ende des Krieges übernahm Hozzel administrative Aufgaben im Stab, ab 25. Dezember 1944 als Chef des Stabes der Luftflotte 1 (später umbenannt in Luftwaffenkommando Kurland). Am Ende des Krieges geriet er in sowjetische Kriegsgefangenschaft, aus der er erst am 16. Januar 1956 zurückkehrte.

## Bundeswehr
Am 3. September 1956 trat Hozzel in die Bundeswehr ein und beendete seine aktive Laufbahn am 30. September 1969 als Brigadegeneral. In der Luftwaffe der Bundeswehr war er Lehrstabsoffizier Lufttaktik an der Offizierschule der Luftwaffe in Faßberg, Lehrgruppenkommandeur an der Akademie der Luftwaffe in Bad Ems, Chef des Stabes der 3. Luftverteidigungsdivision in Münster, A3 / Leiter Operation und Organisation der Luftwaffengruppe Süd in Karlsruhe, Chef des Stabes und stellvertretender Kommandierender General der Luftwaffengruppe Süd in Karlsruhe und zuletzt Chef des Stabes im NATO-Hauptquartier der Alliierten Luftstreitkräfte Ostseezugänge (AIRBALTAP) im dänischen Karup.

## Privates
Hozzel war verheiratet.

## Auszeichnungen
- Eisernes Kreuz (1939) II. und I. Klasse
- Ritterkreuz des Eisernen Kreuzes mit Eichenlaub[2]
  - Ritterkreuz am 8. Mai 1940
  - Eichenlaub am 14. April 1943 (230. Verleihung)
- Frontflugspange für Kampf- und Sturzkampfflieger in Gold